# 老王岗乡
老王岗乡，是中华人民共和国河南省驻马店市平舆县下辖的一个乡镇级行政单位。

## 行政区划
老王岗乡下辖以下地区：
王岗村、黄湾村、马湾村、孙庄村、龙湾村、甘港村、孙坡村、白龙庙村、方良河村和兴旺店村。